# 金針瘤蚜
金針瘤蚜（学名：Myzus hemerocallis）为常蚜科瘤蚜屬下的一个种。